# Le Muy
Le Muy là một xã thuộc tỉnh Var trong vùng Provence-Alpes-Côte d'Azur miền đông nam nước Pháp.